# Ламела, Яго
Сантьяго «Яго» Ламела Тобио (исп. Santiago («Yago») Lamela Tobío; 24 июля 1977, Авилес, Испания — 8 мая 2014, там же) — испанский легкоатлет, неоднократный призёр чемпионатов мира и Европы в прыжках в длину.

## Спортивная карьера
Начал заниматься легкой атлетикой в семилетнем возрасте, участвуя в забеге по пересеченной местности в своем родном городе. В местном клубе «Атлетик» стал специализироваться на прыжках в длину. Его первым тренером стал Карлос Алонсо. Затем изучал информатику в Университете Овьедо, где его наставником был Хуан Хосе Аспейтиа.
В 1999 году на зимнем первенстве мира в японском Маэбаси установил сразу два национальных рекорда (8,27 и 8,42 м), а последнюю попытку завершил с европейским рекордом (8,56 м), став в итоге вторым вслед за кубинцем Иваном Педросо. Затем на соревнованиях в Турине вновь совершил прыжок на 8,56 м, но уже на открытом воздухе, обновив тем самым национальный рекорд. На летнем первенстве в Севилье в том же году завоевал серебряную медаль с результатом 8,40 м. Спустя четыре года он добавил в свою копилку бронзу мирового первенства в Париже.
В летних Олимпийских играх в Сиднее (2000) занял лишь в 19-е место в квалификации. Четыре года спустя, в Афинах (2004), он закончил соревнования на одиннадцатом месте. также не пройдя в финал.
На зимнем чемпионате по легкой атлетике 2002 г. в Вене стал вторым с попыткой на 8,17 м. На чемпионате Европы в Мюнхене (2002) выиграл бронзу, через год, на зимнем чемпионате мира в британском Бирмингеме (2003) занял второе место с результатом 8,28 м.
В 2009 году травмы заставили Ламелу завершить спортивную карьеру. Впоследствии он перенес несколько серьезных периодов депрессии и проходил лечение от психического расстройства. 8 мая 2015 года Ламела был найден мёртвым в доме своих родителей. Официальной причиной смерти был указан сердечный приступ.

## Достижения
| Год  | Соревнование                    | Город                     | Место | Дисциплина | Длина       |
| ---- | ------------------------------- | ------------------------- | ----- | ---------- | ----------- |
| 1995 | Чемпионат Европы среди юниоров  | Ньиредьхаза, Венгрия      | 12    | тройной    | 14,79 м     |
| 1996 | Чемпионат мира среди юниоров    | Сидней, Австралия         | 4     | длина      | 7,73 м      |
| 1998 | Иберо-американский чемпионат    | Лиссабон, Португалия      | 1     | длина      | 8,12 м      |
| 1998 | Чемпионат Европы                | Будапешт, Венгрия         | 8     | длина      | 7,93 м      |
| 1999 | Чемпионат мира в помещении      | Маэбаси, Япония           | 2     | длина      | 8,56 м (ER) |
| 1999 | Чемпионат Европы среди молодёжи | Гётеборг, Швеция          | 1     | длина      | 8,36 м      |
| 1999 | Чемпионат мира                  | Севилья, Испания          | 2     | длина      | 8,40 м      |
| 2000 | XXVII Летние Олимпийские игры   | Сидней, Австралия         | 19    | длина      | 7,89 м      |
| 2002 | Чемпионат Европы в помещении    | Вена, Австрия             | 2     | длина      | 8,17 м      |
| 2002 | Чемпионат Европы                | Мюнхен, Германия          | 3     | длина      | 7,99 м      |
| 2003 | Чемпионат мира в помещении      | Бирмингем, Великобритания | 2     | длина      | 8.28 м      |
| 2003 | Чемпионат мира                  | Париж, Франция            | 3     | длина      | 8,22 м      |
| 2004 | Чемпионат мира в помещении      | Будапешт, Венгрия         | 9     | длина      | 7,94 м      |
| 2004 | XXVIII Летние Олимпийские игры  | Афины, Греция             | 11    | длина      | 7,98 м      |